# Acanthocyclops thomasi
Acanthocyclops thomasi is een eenoogkreeftjessoort uit de familie van de Cyclopidae. De wetenschappelijke naam van de soort is voor het eerst geldig gepubliceerd in 1882 door Forbes S.A..